# Cotinga à ailes grises
Lipaugus conditus
Espèce
Statut de conservation UICN

 VU  : Vulnérable
Le Cotinga à ailes grises (Lipaugus conditus) est une espèce d'oiseaux de la famille des Cotingidae.
Cet oiseau vit dans la Serra dos Órgãos au Brésil.